# اندرو نگ
اندرو نگ (انگلیسی: Andrew Ng؛ زادهٔ ۱۸ آوریل ۱۹۷۶) دانشمند در زمینه هوش مصنوعی اهل ایالات متحده آمریکا است.

## سوابق شغلی
نگ مؤسس و رهبر گوگل برین و سرپرست علمی سابق سایت بایدو است که شرکت‌های هوش مصنوعی بسیاری را ایجاد کرد وی استاد و مدیر آزمایشگاه هوش مصنوعی دانشگاه استنفورد بود همچنین وی به عنوان پیشگامان آموزش مجازی آنلاین شناخته می‌شود که تلاش‌های وی منجر به ایجاد سایت کورسرا
شد.
اندرو نگ از سال ۲۰۰۶ برای حل گره هوش مصنوعی به یادگیری عمیق علاقه‌مند بود و در سال ۲۰۱۱ به همکاری با جف دین گرگ کورادو برای ساخت یک سیستم نرم‌افزاری بزرگ‌مقیاس یادگیری عمیق، به نام DistBelief، پرداخت که روی زیرساخت محاسبات ابری گوگل اجرا می‌شود. گوگل برین ابتدا بخشی از گوگل ایکس بود و موفقیت‌های پروژه باعث شد که به عنوان یک زیرمجموعه جدا از گوگل ارتقا پیدا کند.